# 여뀌바늘
여뀌바늘은 바늘꽃과의 여러해살이풀이다.

## 생태
논둑이나 물가 주변에서 흔히 자란다. 높이 30-60cm이다. 전체에 털이 없고, 줄기는 곧게 서며, 가지가 많이 갈라진다. 잎은 어긋나며, 잎자루가 있고, 피침형, 난상 피침형, 가장자리는 밋밋하고, 가을에 흔히 붉은색으로 물든다. 꽃은 노란색, 지름 1cm로 옆겨드랑이에서 1송이씩 나오고, 꽃자루는 없다. 꽃잎은 4-5장, 꽃받침은 소형, 삼각형 4-5장, 수술 4개, 암술대 1개, 씨방 하위이다. 바늘처럼 긴 씨방 끝에 꽃이 달린다. 씨방이 꽃자루처럼 보인다. 열매는 삭과로 선상 원기둥 모양으로 길이 1.5-3cm이다. 씨는 방추형, 과피에 싸여 있다.

## 사진

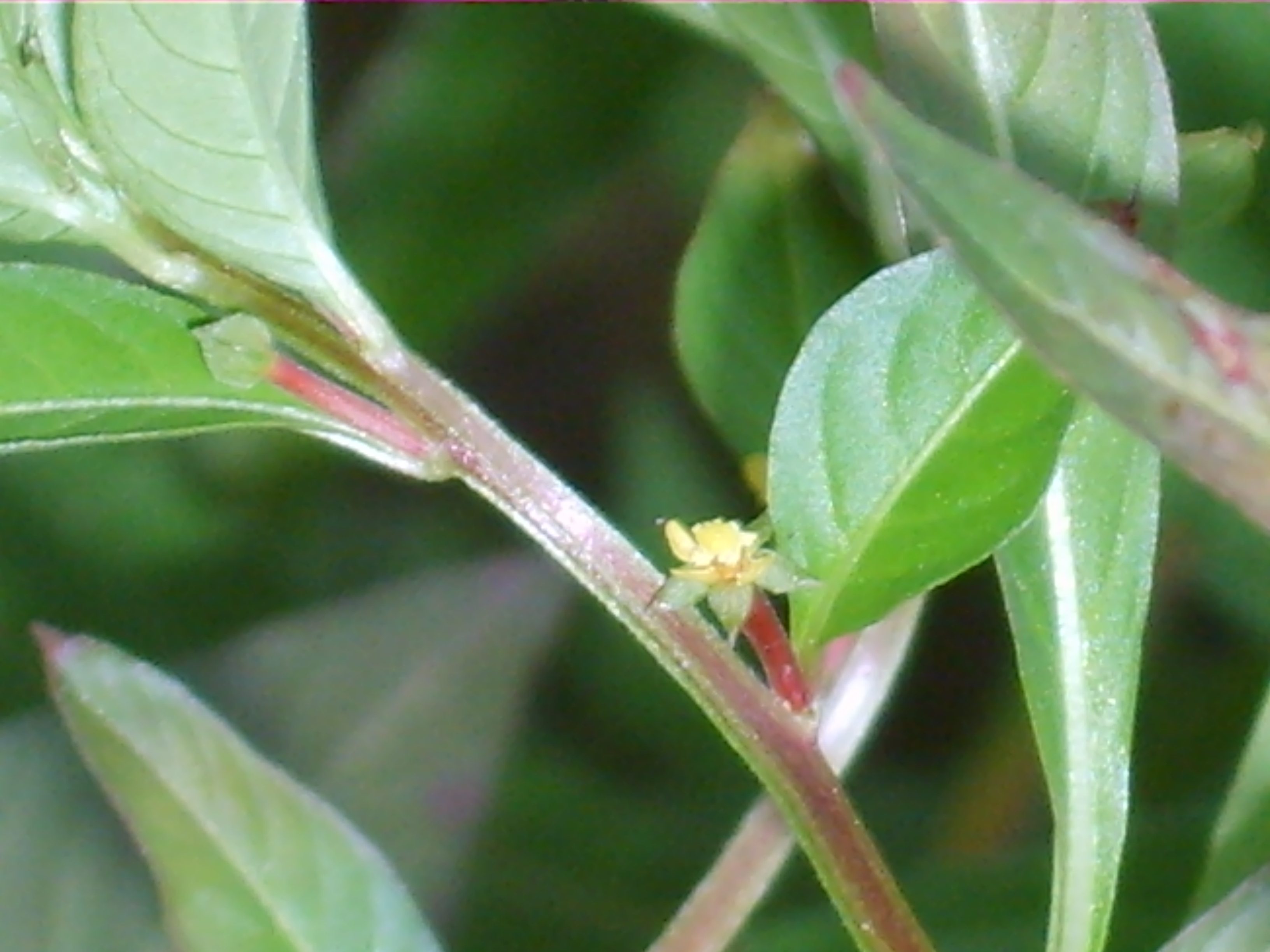
꽃
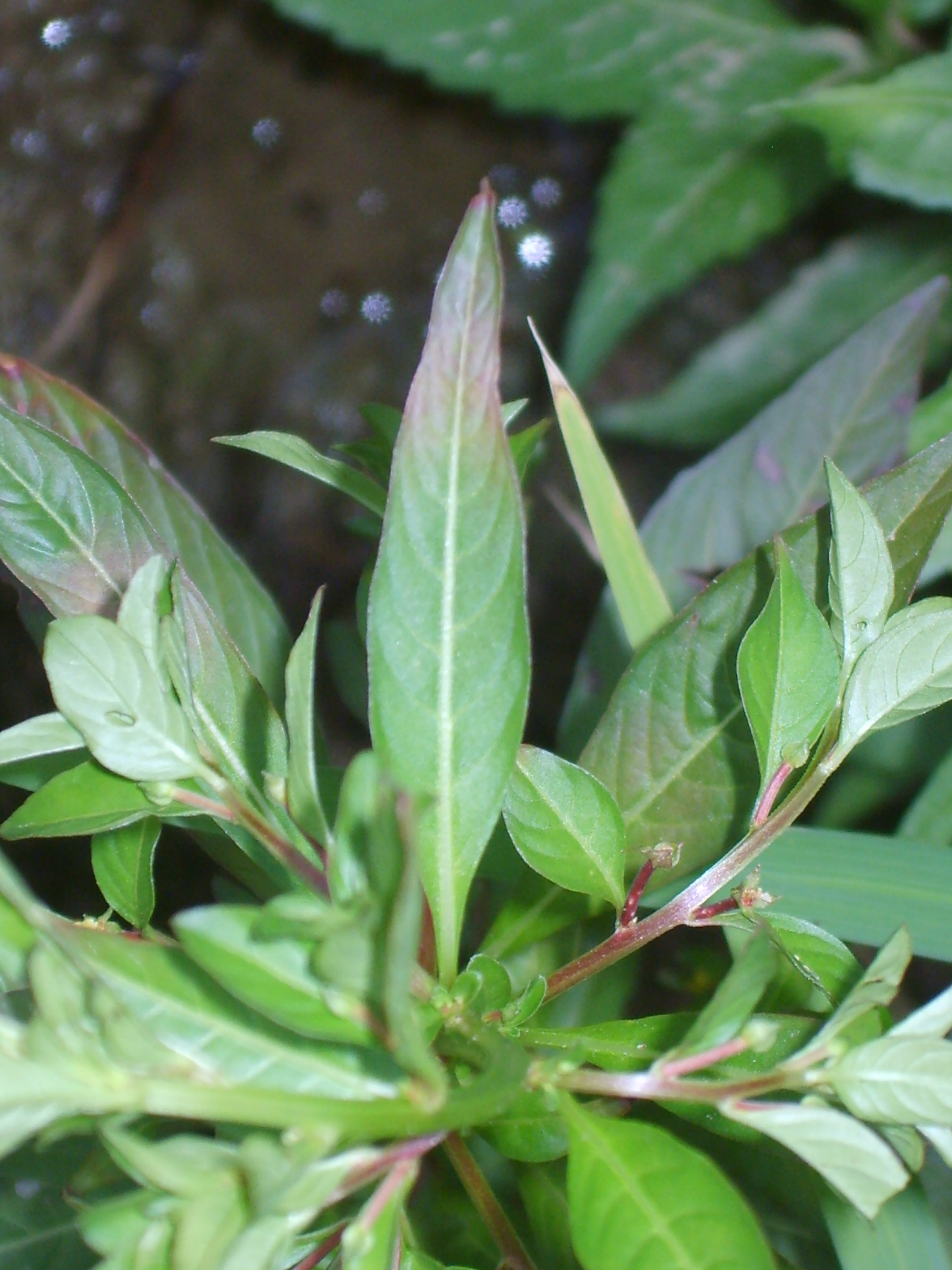
잎
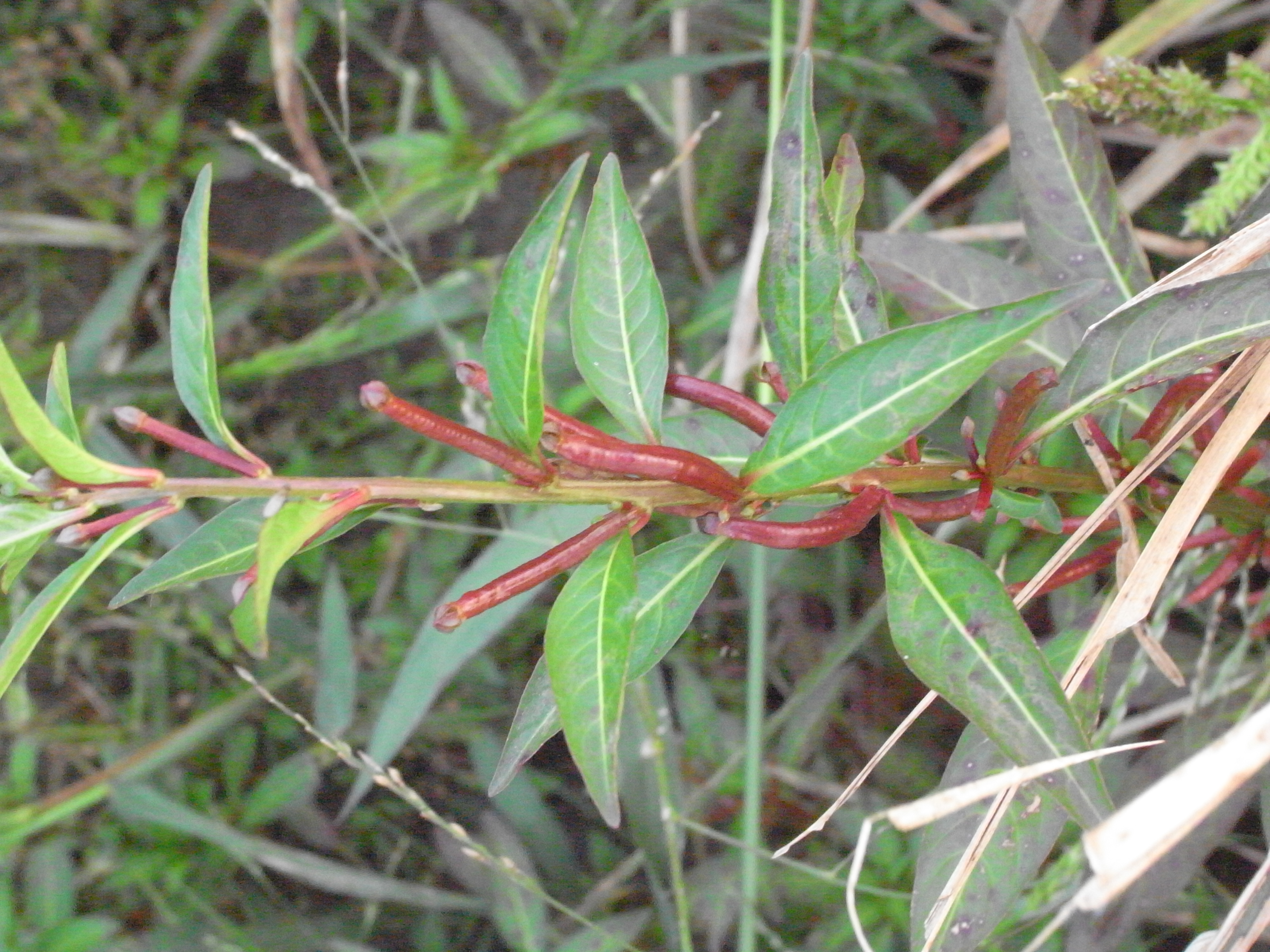
열매